# Cerro Cajón
Cerro Cajón är en ort i Mexiko.   Den ligger i kommunen Xochistlahuaca och delstaten Guerrero, i den sydöstra delen av landet, 300 km söder om huvudstaden Mexico City. Cerro Cajón ligger 376 meter över havet och antalet invånare är 156.
Terrängen runt Cerro Cajón är kuperad. Runt Cerro Cajón är det ganska tätbefolkat, med 56 invånare per kvadratkilometer. Närmaste större samhälle är Guadalupe Victoria, 1,4 km nordost om Cerro Cajón. I omgivningarna runt Cerro Cajón växer i huvudsak lövfällande lövskog.